# Wilhelm Oberdank
Wilhelm Oberdank (poitalijančeno Guglielmo Oberdan) je bil italijanski iredentist slovenskega rodu, * 2. februar 1858, Trst; † 20. december 1882, Trst.
Bil je nezakonski sin Josipine Oberdank, revne Slovenke, ki je prišla v Trst iz okolice Gorice. Njegov oče je bil Valentino Falcier, beneški vojak, ki je služboval v Avstrijski vojski in svojega sina ni nikoli priznal. Njegov stric je bil šempaški cerkovnik Jožef Oberdank.
Leta 1877 je šel študirat strojništvo na Dunaj. Leta 1878 je nasprotoval avstro-ogrski zasedbi Bosne in Hercegovine in se je poskušal izogniti služenju vojaškega roka v avstrijski vojski (da ga ne bi poslali v Bosno). Zato je pobegnil v Rim, kjer je nadaljeval s študijem.
V Rimu je prišel v stik z italijanskimi iredentisti in se pridružil skupini, ki si je prizadevala za osvoboditev Trsta od Avstrije in priključitev Italiji. 
Leta 1882 so v Trstu priredili veliko proslavo ob 500-letnici priključitve Trsta Avstriji. Takrat je mesto obiskal cesar Franc Jožef Habsburški. Njegov obisk so spremljale tudi protiavstrijske demonstracije. Iredentistična skupina je Oberdanku naročila, da izrabi priložnost in izvrši bombni atentat na cesarja. Atentat se ni posrečil in Oberdanka je ulovila policija. Nekateri viri trdijo, da so italijanski iredentisti Oberdanka namenoma izdali policiji, saj jim ni bil všeč, ker je bil slovenskega rodu. Oberdanka so obsodili na smrt zaradi veleizdaje in ga 20. decembra 1882 obesili.
Takoj po smrti so začeli italijanski iredentisti širiti mit o Oberdanku kot o mučeniku za svobodo. Ta mit so pozneje povzeli fašisti in danes Guglielmo Oberdan (kot ga imenujejo) med Italijani velja za narodnega junaka. Po njem se imenujejo ulice in trgi v številnih italijanskih mestih, npr.: Trg Oberdan (Piazza Oberdan) v Trstu. Leta 1982 so proslavljali stoletnico njegove smrti - ob tem ga je predsednik senata Giovanni Spadolini primerjal s Kristusom.